# Medasina objectaria
Medasina objectaria là một loài bướm đêm trong họ Geometridae.